# Ménétios (Titan)
Pour les articles homonymes, voir Ménétios.

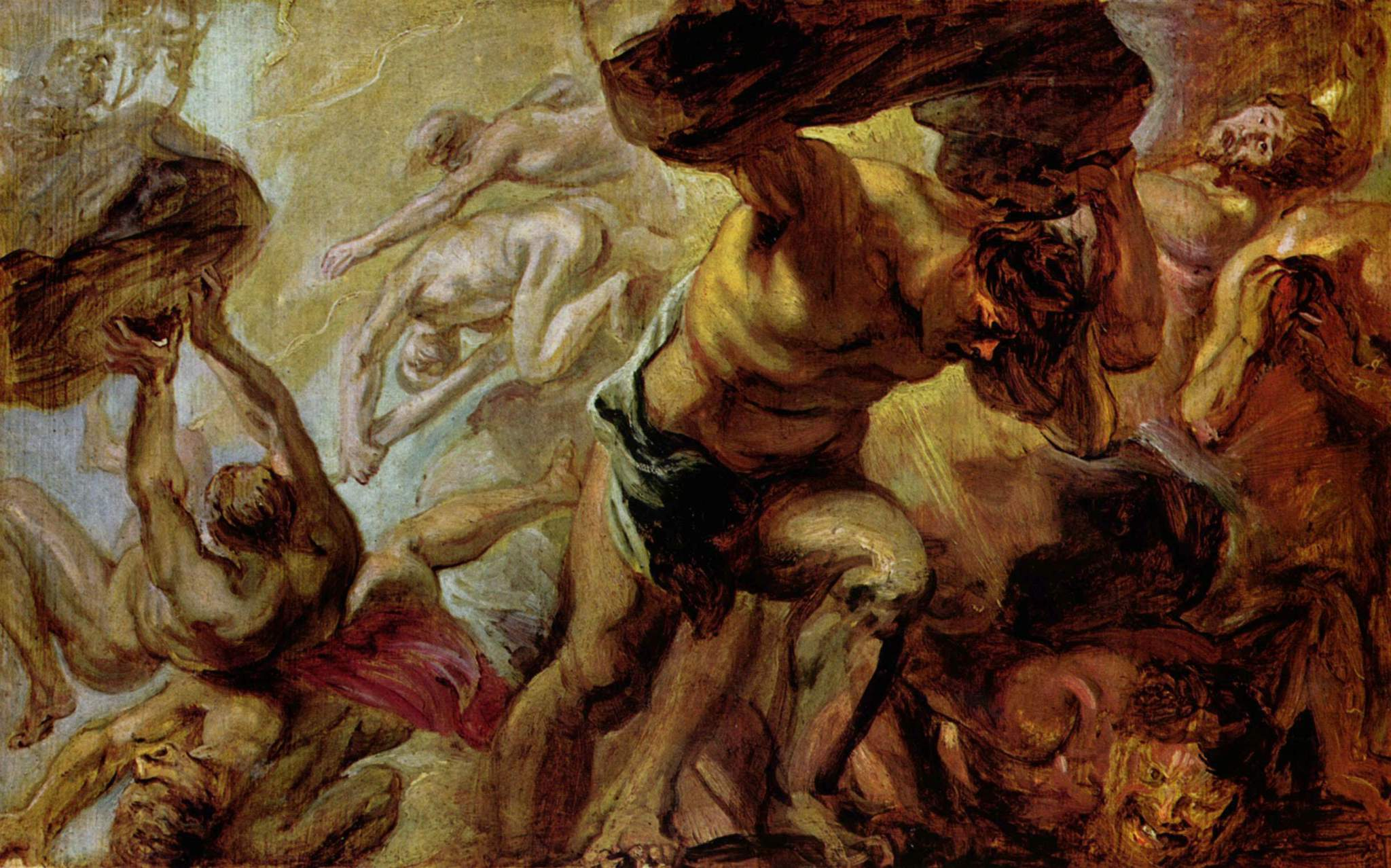
La chute des Titans, Pierre Paul Rubens, vers 1637-1638, musées royaux des Beaux-Arts de Belgique.

Dans la mythologie grecque, Ménétios ou Ménœtios (en grec ancien Μενοίτιος / Menoítios) est un Titan, fils de Japet et de Thémis (ou Clymène), frère de Prométhée, Épiméthée et Atlas.
Hésiode mentionne l'« orgueilleux Ménétios » (v. 510), et rapporte qu'il est foudroyé par Zeus et plongé dans l'Érèbe, « pour châtier sa méchanceté et son audace sans mesure » (v. 515). Apollodore place la scène dans le cadre de la Titanomachie et parle du Tartare plutôt que de l'Érèbe.

## Sources
- Pseudo-Apollodore, Bibliothèque [détail des éditions] [lire en ligne] (I, 2, 3).
- Hésiode, Théogonie [détail des éditions] [lire en ligne] (v. 510-515).